# Friedenskirche (Wien)
Die Friedenskirche auf der Schmelz in Wien ist ein nicht realisiertes Projekt des Architekten Otto Wagner. Errichtet werden sollte der Bau auf der Schmelz, einem ehemaligen Exerzierplatz der k.u.k. Armee. Die von Wagner geplante Friedenskirche lag im Zentrum eines einem Kreuzgang ähnlichen Säulengangs, der an der Außenseite mit einer Mauer abgeschlossen war und so den Trubel des Alltags fernhalten sollte. Der Kirchenbau selbst war ausgelegt für 3.000 Messbesucher.
Die Einbeziehung von technischen Neuerungen sollte den Betrieb der Kirche vereinfachen, für die Besucher bequemer und hygienischer machen. Dazu gehörten:
- ein Weihwasserbrunnen an Stelle von Weihwasserbecken,
- gewellter Mauerputz für bessere Akustik,
- Betstühle mit eingepasstem Linoleum,
- ein Rettungszimmer,
- eine Zentralheizung mit Ventilation und
- ein elektrisch betriebenes Geläute.

Gemeinsam mit der Höhenlage der Schmelz (85 Meter über dem Donaupegel) sollte der 70 Meter hohe Glockenturm die Friedenskirche genauso weit sichtbar machen wie die Kirche am Steinhof. Finanzieren sollte sich der Bau – zumindest teilweise – von selbst. In der Kirche waren Grüfte und Kolumbarien vorgesehen, die wohlhabende Bürger von Wien für ihre Beerdigung erwerben konnten. Einer Eintragung in seinem Tagebuch zufolge plante Wagner, selbst drei dieser Grüfte zu erwerben, um in der Friedenskirche gemeinsam mit seiner Mutter und seiner 1915 verstorbenen Frau Louise bestattet zu werden.